# Chaumont-Porcien
Chaumont-Porcien – miejscowość i gmina we Francji, w regionie Grand Est, w departamencie Ardeny.
Według danych na rok 1990 gminę zamieszkiwało 479 osób, a gęstość zaludnienia wynosiła 13 osób/km².

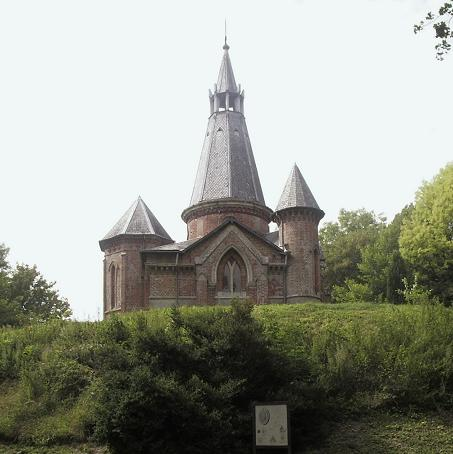
Kaplica w Chaumont-Porcien, 2007